# Rancid (2000)
Rancid (2000), ett musikalbum av Rancid, släppt den 1 augusti, 2000.

## Låtar på albumet
1. "Don Giovanni"
2. "Disgruntled"
3. "It's Quite Alright"
4. "Let Me Go"
5. "I Am Forever"
6. "Poison"
7. "Loki"
8. "Blackhawk Down"
9. "Rwanda"
10. "Corruption"
11. "Antennas"
12. "Rattlessake"
13. "Not To Regret"
14. "Radio Havana"
15. "Axiom"
16. "Black Derby Jacket"
17. "Meteor Of War"
18. "Dead Bodies"
19. "Rigged On A Fix"
20. "Young Al Capone"
21. "Reconciliation"
22. "GGF"